# Marisa Colomber
Marisa Colomber, pseudonimo di Marisa Colombara (Galliera, 5 ottobre 1928 – Galliera, 14 luglio 2013), è stata una cantante e attrice italiana, famosa negli anni cinquanta.

## Biografia
Figlia di un musicista dilettante, inizia a cantare con l'orchestra da ballo di suo padre. Successivamente studia canto con Alda Scaglioni e poi con l'insegnante Brusa, dalla cui scuola vennero fuori molti cantanti lirici. 
Nel 1953 è a Roma con l'orchestra di Guido Cergoli, lanciando canzoni come La porta d'oro, Arrivederci a Parigi, Mambo sotto la luna. 
Nell'anno seguente avviene la grande affermazione: sotto la direzione di Armando Fragna interpreta una canzone bolero di Concina-D'Acquisto, Focu vivu, che la consacra nel panorama musicale e le apre le porte della Rai a Torino.
Nel 1955 partecipa al Festival di Sanremo in coppia con Jula De Palma, presentando una canzone di Walter Colì al ritmo di blues, L'ombra, che si piazza al sesto posto ottenendo un buon successo di pubblico e di critica.
Dotata di una voce estesa a più di due ottave, calda e brillante, continuò la carriera per tutti gli anni 50 e 60, vincendo anche la Caravella d'oro di Genova e il Festival di Parigi ed eseguendo diversi concerti in Italia e soprattutto all'estero.
Occasionalmente ha recitato; come in 8½ di Fellini nel 1963 e Scaramouche, nel 1965.
È morta nel suo paese natale dopo una lunga malattia all'età di ottantacinque anni.

## Filmografia
- 1963 - 8½, regia di Federico Fellini

## Discografia parziale

### 78 giri
- 1951: Me voy pa'l pueblo/El marinerito (Pathé, MG 42)
- 1951: Anema e core/Una bambola piange (Pathé, MG 60)
- 1951: Campane di Montenevoso/C'era una volta... (Un bimbo) (Pathé)
- 1954: Focu vivu/Se vuoi tu (Cetra, DC 6140)
- 1955: Il torrente/L'ombra (Cetra, DC 6266; lato A canta Tullio Pane)
- 1956: Orchidea selvaggia/Appuntamento con le stelle (Cetra, DC 6456)
- 1956: Sabbia/Restiamo buoni amici (Cetra, DC 6578)
- 1956: L'orologio matto/Sinceri (Cetra, DC 6688)
- 1956: T'aspetto 'e nove/Chella llà (Cetra, DC 6689)
- 1956: Quei poveri parigini/Sole d'Italia (Cetra, DC 6690)
- 1956: Oro niro/Que serà serà (Cetra, DC 6691)
- 1956: L'uomo della prateria/Perché tu non vuoi (Cetra, DC 6692)
- 1957: 'O pizzaiuolo/Pecchè nun saccio dì? (Cetra, DC 6719)
- 1957: Serenata del passerotto/Amado (Cetra, DC 6720)
- 1957: Lettere d'amore (piene di bugie)/Tempo di tonnara (Cetra, DC 6721)
- 1957: Non lasciarmi mai/La fata (del Far West) (Cetra, DC 6722)
- 1957: Volevo dirti addio/Filo di fumo (Cetra, DC 6723)
- 1957: Nagaj/Parole parole parole (Cetra, DC 6724)
- 1957: Il primo bacio al chiar di luna/Quanno te dice vasame (Cetra, DC 6725)
- 1957: Moro/Ave Maria no morro (Cetra, DC 6798)
- 1957: Mexico/Mi casa, tu casa (Cetra, DC 6799)

### 45 giri
- 1958: Rocce rosse/Bassa marea (Cetra, SP 226)
- 1958: Siente furastiè/Canzone di Lima (Cetra, SP 275)
- 1958: Tango delle capinere/In ogni cuore c'è un poeta (Cetra, SP 276)
- 1958: Il monello/Siente furastiè (Cetra, SP 277)
- 1959: Tumba tu/Torna a me (Cetra, SP 445)
- 1959: Julia/Primmavera (Cetra, SP 609)
- 1959: Le bateau de Tahiti/I Sing "Ammore" (Cetra, SP 610)
- 1959: Focu vivu/Oro niro (Cetra, SP 657)
- 1959: Gli zingari/Love me forever (Vivo perché t'amo) (Cetra, SP 660)
- 1959: Oceano/È impossibile (Cetra, SP 702)
- 1960: Venditore di felicità/Lasciami (Cetra, SP 822)
- 1960: Fra le mie braccia/L'organito (Cetra, SP 823)
- 1966: Il portacenere/Tutto quello che vuoi (Ariel)
- 1982: Il ferroviere/Vieni con me nel bosco (Borgatti, NP 042)

### EP
- 1957: Oro niro/Que serà serà/Refrains/Chella llà (Cetra, EP 0615)

### 25 cm
- 1956: Marisa Colomber (Cetra, LPA 68)

### 33 giri
- 1981: Canzoni di casa nostra (Borgatti, BLP 017)

## Discografia fuori dall'Italia

### 45 giri
- 1959: Nessuno al mondo/Les enfants du Pirèe (Lipari, 45-S 1000; pubblicato in Canada)